# 南沙帕當

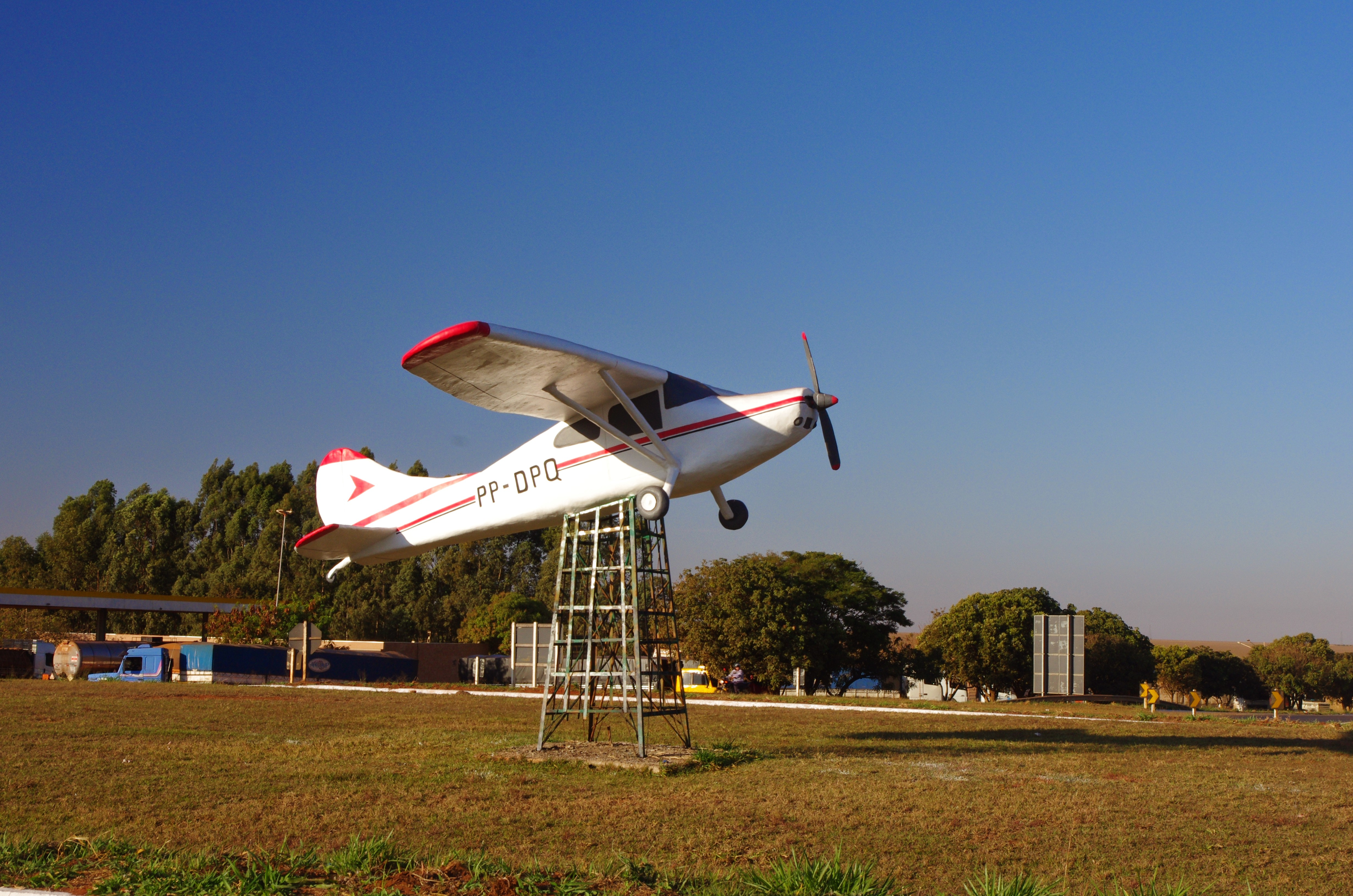
南沙帕當

18°47′38″S 52°37′22″W / 18.79389°S 52.62278°W
南沙帕當（葡萄牙語：Chapadão do Sul），是巴西的城鎮，位於該國西部，由南馬托格羅索州負責管轄，始建於1987年10月23日，面積3,850平方公里，海拔高度905米，2014年人口21,948，人口密度每平方公里5.26人。